# Fuji (köping)
Fuji (kinesiska: 付集, 付集镇) är en köping i Kina. Den ligger i provinsen Henan, i den centrala delen av landet, omkring 210 kilometer sydost om provinshuvudstaden Zhengzhou. Antalet invånare är 37 477. Befolkningen består av 20 159 kvinnor och 17 318 män. Barn under 15 år utgör 23,0 %, vuxna 15-64 år 65 %, och äldre över 65 år 11,0 %.
Genomsnittlig årsnederbörd är 1 047 millimeter. Den regnigaste månaden är augusti, med i genomsnitt 224 mm nederbörd, och den torraste är januari, med 13 mm nederbörd.